# Bami

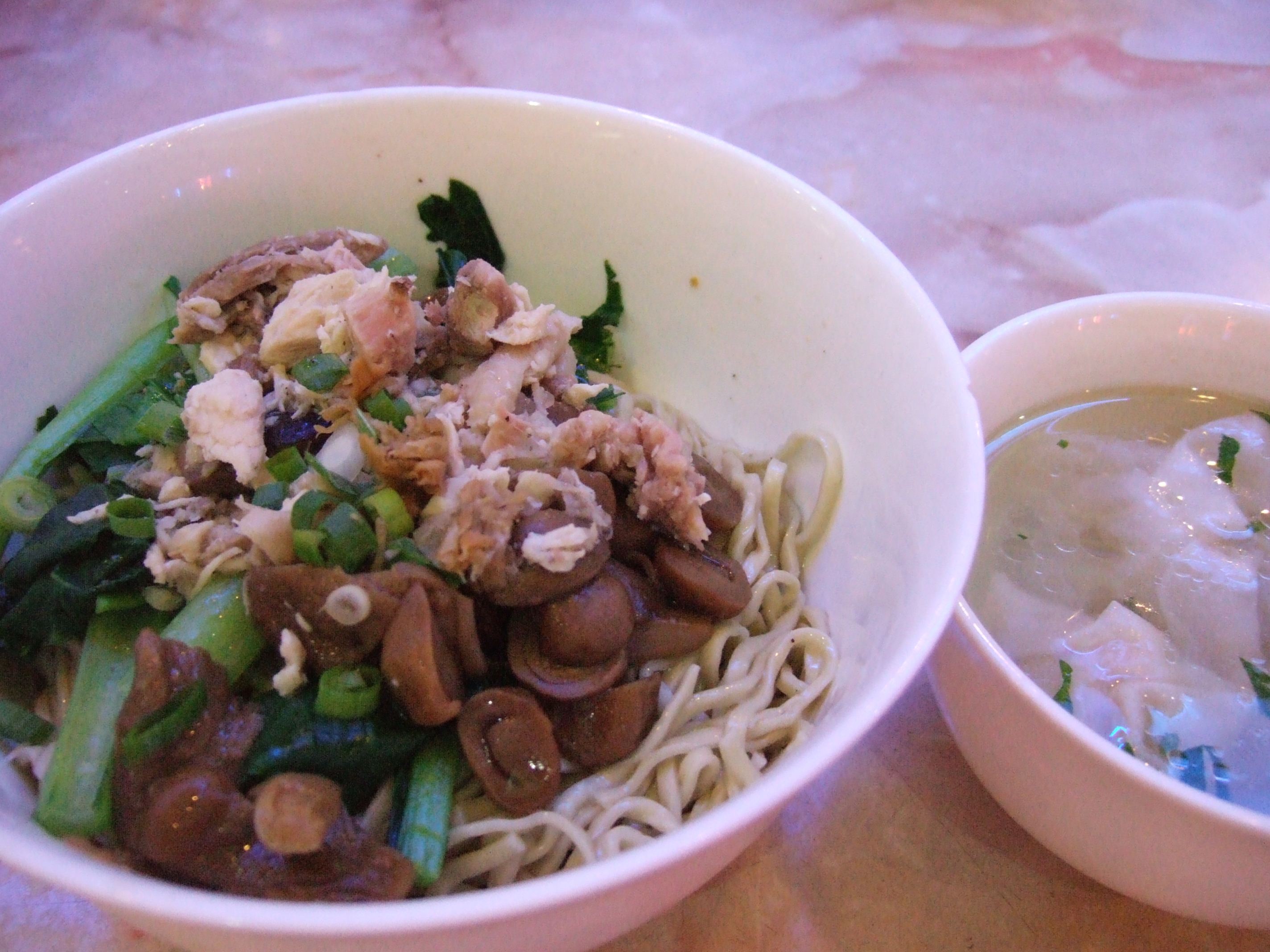
Bakmi con pollo y hongos en una sopa Pangsit.

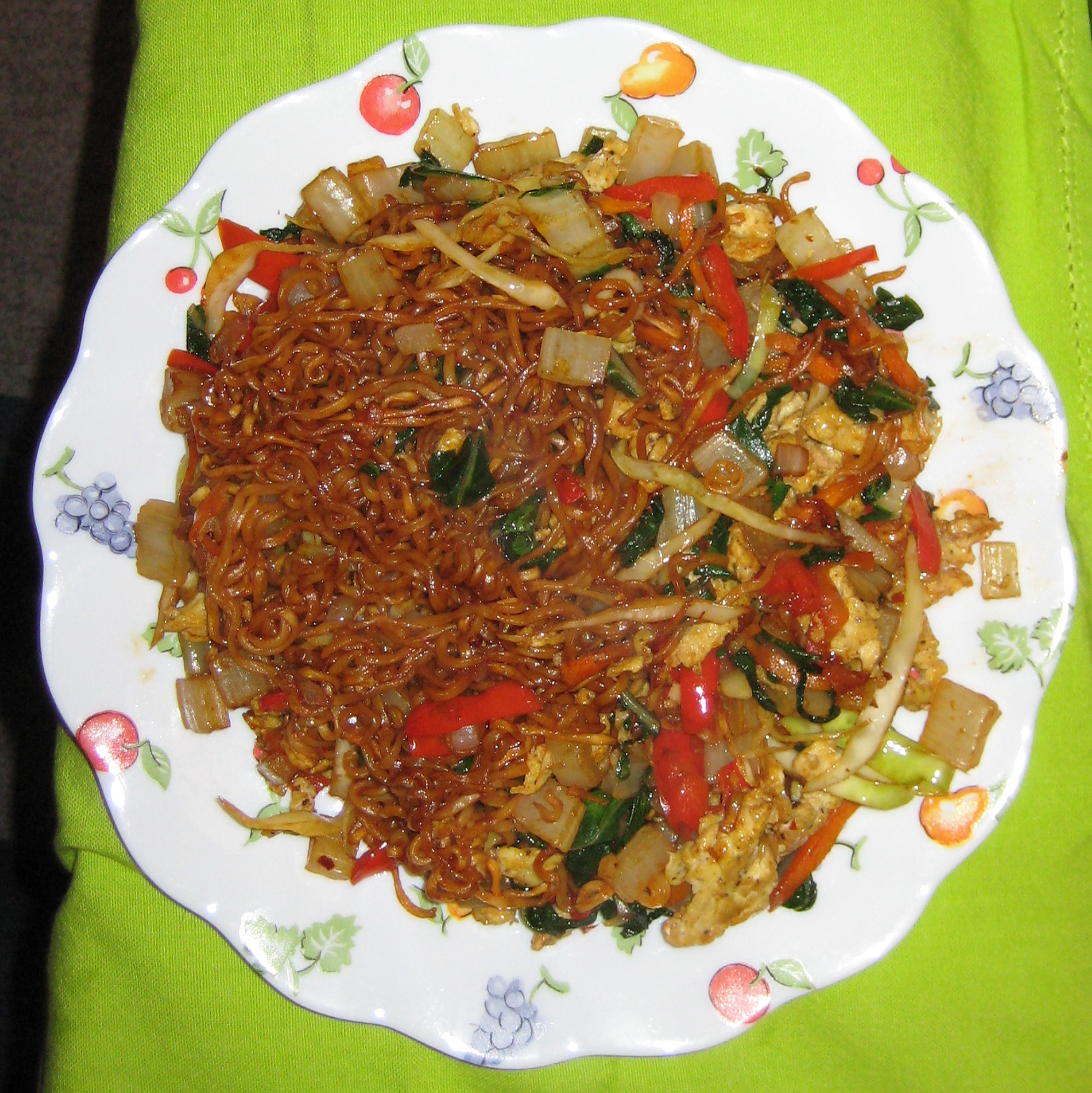
Bakmi goreng (bakmi frito) en Holanda.

Bami o bakmi son dos palabras hokkien chinas que traducidas literalmente al español significan "Fideos[cita requerida] de carne". El bami es un fideo a base de trigo que fue llevado al sureste asiático por comerciantes chinos, y en la actualidad es un platilllo común, especialmente en Indonesia y en Tailandia. El platillo ha sido posteriormente desarrollado y adaptado a los gustos locales. El bami posee un grosor intermedio entre los noodles de trigo estilo chino y los udons japoneses, en Indonesia existen varias variantes de bakmi. 